# Werner Betz
Werner Betz (Bad Cannstatt, Stuttgart, 11 de gener de 1953) va ser un ciclista alemany que s'especialitzà en el mig fons darrere motocicleta, on va guanyar dues medalles al Campionat del món. Va participar també en nombroses curses de sis dies.
El seu germà Heinz també es dedicà al ciclisme.

## Palmarès
- 1982
  -  Campió d'Alemanya de mig fons
- 1984
  -  Campió d'Europa de Mig Fons
  -  Campió d'Alemanya de mig fons
- 1985
  -  Campió d'Europa de Mig Fons
  -  Campió d'Alemanya de mig fons
- 1988
  -  Campió d'Alemanya de mig fons